# 多功能人員運輸艦
多功能人員運輸艦，又稱迅能計畫，為中華民國海軍執行的十二項造艦計劃（國艦國造）項目之一。

## 概述
2014年中華民國海軍司令陳永康上將在任內即規畫15~20年間的國艦國造案，歷經了多次演變後於2016年中華民國海軍正式執行國艦國造，項目包括：「新型兩棲船塢運輸艦」、「多功能人員運輸艦」、「高效能艦艇後續量產案」、「潛艦國造案」、「兩棲直升機船塢運輸艦」、「新一代飛彈巡防艦」、「新型救難艦」、「快速布雷艇」、「新型海洋測量艦」、「新一代主戰艦」、「新式港勤拖船」和「陸戰隊特戰裝備」。
2016年6月20日，中華民國海軍海軍司令部公佈未來12項造艦計畫，同時也列出了對多功能快速人員運輸艦的技術要求：
- 採多功能模組化設計，可搭配不同模組整合（如艦載式偵蒐系統、無人載具、醫療貨櫃、防空飛彈及反艦飛彈等），依任務需求裝艦運用。

- 可搭載步兵連，並具備醫療作業室及病床，執行快速人員、物資運送或醫療援助等任務。

- 可於7級風力（含）以下執行任務，10級風力（含）以下安全航行。

- 駕駛臺、戰情室、機艙等部位操控臺，採統一、標準化設計，並具雙迴路備援功能，確保故障時由其他部位操控臺替代，以提升艦艇安全係數，確保艦艇航行安全及具氣密防護設計，增強核生化防護能力。

- 具備直升機飛行甲板及機庫，可提供海軍反潛直升機及空軍海鷗直升機起降與駐艦功能。

- 具備指管監偵能力，配置搜索及導航雷達、中口徑火砲及近迫武器系統。

- 具備海上整補、醫療能量及艦載式偵蒐系統。

新一代巡防艦（震海計畫）與多功能人員運輸艦（迅能計畫），兩者使用共同的艦體來節省成本，而「震海計畫」建造的優先程度高於「迅能計畫」。